# 伊比蒂米

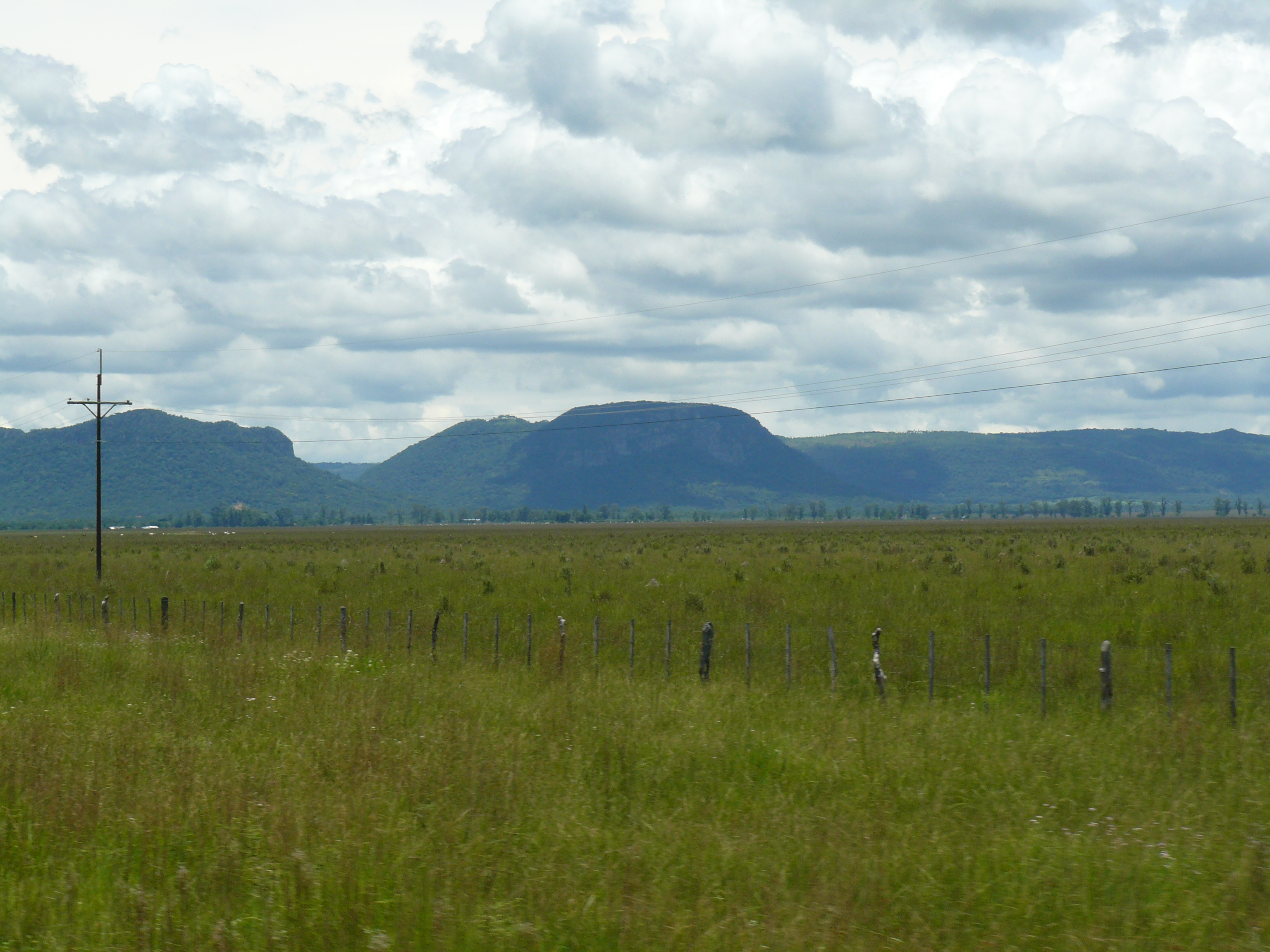

伊比蒂米（西班牙語：Ybytymí），是巴拉圭的城鎮，位於該國西南部，由巴拉瓜里省負責管轄，距離亞松森110公里，始建於1783年10月3日，面積303平方公里，海拔高度134米，2002年人口7,333，人口密度每平方公里24.20人。